# Rachid Neqrouz
Rachid Alneqrouz (arabe : رشيد النقروز) est un footballeur marocain né le 10 avril 1972 à Errachidia (Maroc). Ce joueur a évolué comme défenseur au Young Boys Berne et à l'AS Bari.
Il a participé à deux Coupes du monde avec l'équipe du Maroc : 1994 et 1998.

## Carrière de joueur
- avant 1994 : Mouloudia d'Oujda  Maroc
- 1994-1997 : BSC Young Boys  Suisse
- 1997-2004 : AS Bari  Italie

## Sélection en équipe nationale
| Caps | Date       | Match                     | Lieu       | Score | Compétition     |
| ---- | ---------- | ------------------------- | ---------- | ----- | --------------- |
| 1    | 06/02/1994 | Slovaquie - Maroc         | Sharjah    | 1 - 2 | Tournoi EAU     |
| 2    | 20/04/1994 | Argentine - Maroc         | Salta      | 3 - 1 | Amical          |
| 3    | 29/06/1994 | Pays Bas - Maroc          | Orlando    | 2 - 1 | C.M 1994        |
| 4    | 13/11/1994 | Maroc - Côte d’Ivoire     | Casablanca | 1 - 0 | Elim. CAN 1996  |
| 5    | 17/01/1996 | Arménie - Maroc           | Vitrolles  | 0 - 6 | Amical          |
| 6    | 09/10/1997 | Brésil - Maroc            | Belem      | 2 - 0 | Amical          |
| 7    | 22/04/1998 | Bulgarie - Maroc          | Sofia      | 2 - 1 | Amical          |
| 8    | 27/05/1998 | Maroc - Angleterre        | Casablanca | 0 - 1 | Coupe Hassan II |
| 9    | 04/06/1998 | Chili - Maroc             | Avignon    | 1 - 1 | Amical          |
| 10   | 23/12/1998 | Maroc - Bulgarie          | Agadir     | 4 - 1 | Amical          |
| 11   | 24/01/1999 | Guinée - Maroc            | Kamsar     | 1 - 1 | Elim. CAN 2000  |
| 12   | 10/04/1999 | Maroc - Togo              | Casablanca | 1 - 1 | Elim. CAN 2000  |
| 13   | 22/12/1999 | Maroc - Sénégal           | Agadir     | 0 - 0 | Amical          |
| 14   | 18/01/2000 | Maroc - Trinité et Tobago | El Jadida  | 1 - 0 | Amical          |
| 15   | 25/01/2000 | Congo - Maroc             | Lagos      | 0 - 1 | CAN 2000        |
| 16   | 03/02/2000 | Nigeria - Maroc           | Lagos      | 2 - 0 | CAN 2000        |
| 17   | 09/07/2000 | Maroc – Algérie           | Fès        | 2 - 1 | Elim. CM 2002   |
| 18   | 22/11/2000 | Maroc - Libye             | Casablanca | 0 - 0 | Amical          |